# 聖何塞德西薩
聖何塞德西薩（西班牙語：San José de Sisa），是秘魯的城鎮，位於該國中北部聖馬丁大區，是埃爾多拉多省的首府，始建於1876年11月25日，海拔高度340米，面積300平方公里，2005年人口12,113，人口密度為每平方公里40人。